# Bastelica
Bastelica település Franciaországban, Corse-du-Sud megyében. Lakosainak száma 517 fő (2022. január 1.). Bastelica Tavera, Bocognano, Cauro, Ciamannacce, Eccica-Suarella, Frasseto, Grosseto-Prugna, Guitera-les-Bains, Palneca, Peri, Quasquara, Santa-Maria-Siché, Tasso, Tolla, Ucciani és Ghisoni községekkel határos.

## Népesség
A település népességének változása:
| Lakosok száma | 774  | 766  | 460  | 519  | 527  | 549  | 533  | 525  | 517  | 517  |
|               | 1968 | 1982 | 1999 | 2006 | 2011 | 2015 | 2017 | 2018 | 2020 | 2022 |